# Beczkowóz

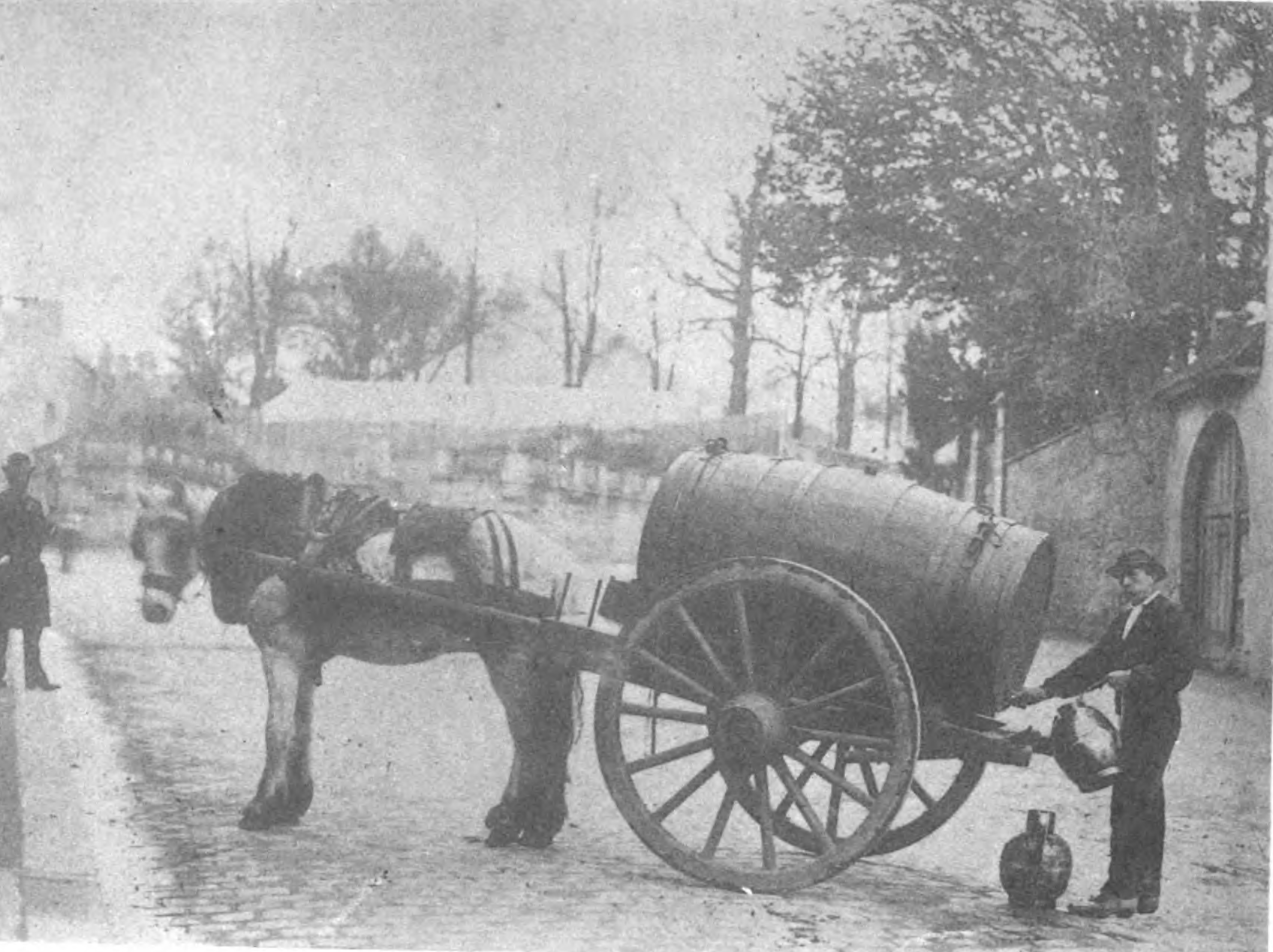
Woziwoda z beczkowozem (XIX w., Rennes).

Beczkowóz – wóz konny z przymocowaną beczką na wodę. Pełnił rolę wozu strażackiego oraz zbiornika na wodę dla ludności.
Powszechność beczkowozów jeszcze po II wojnie światowej była spowodowana trudnościami w zaopatrzeniu w wodę ludności w małych miastach, które nie miały wodociągów, a studni niewystarczającą ilość. Poznań np. miał wodociąg dopiero od 1866 r., a Warszawa od 1886 r. i tylko w lewobrzeżnej części miasta. Mieszkańcy Pragi, Targówka, a także Czerniakowa i Powiśla, które otrzymały instalację wodociągową później, chodzili po wodę do studni lub beczkowozów z wiaderkami jak na wsi.
Istniały w tym czasie firmy, które zajmowały się dostarczaniem wody do mieszkań. Woziwoda rozwoził tę beczkowozami, a następnie nosiwoda przy pomocy nosideł dostarczał wodę w wiadrach do mieszkania. W okresie międzywojennym koszt jednego wiadra wody z beczkowozu wynosił 5 groszy, z publicznej pompy – 2.
Nosidła – przyrząd, przy pomocy którego nosiwoda przenosił dwa wiadra wody.
Była nim dokładnie oheblowana i wygładzona, wykonana z wcięciem na szyję, deska – przedłużenie ramion. Symetrycznie na końcach miała przymocowane pręty metalowe z hakami do umieszczenia wiader z wodą. Na Litwie nazywano tę nosiłkami, na kresach południowych – koromysłem. Nosidła służyły do noszenia ciężkich wiader z wodą z odległych strumieni, rzek, źródeł, studni lub beczkowozów.
Używali ich również kupcy, którzy zamiast wiader transportowali duże kosze pełne towarów, czym bardzo utrudniali innym poruszanie się po wąskich przejściach między straganami czy zatłoczonymi ulicami.